# Montjola-Wasserfall
Der Montjola-Wasserfall hat eine Hauptfallhöhe von etwa 30 m und liegt am nördlichen Ende der Gemeinde Thüringen in Vorarlberg, Österreich. Die Gesamtfallhöhe, über mehrere Stufen bis zum Krafthaus des Kraftwerks Schwarzbach, beträgt etwa 80 m.
Der Wasserfall ist seit 1955 als „Vorarlberger Naturdenkmal“ ausgewiesen.

## Geographie / Topographie
Der Wasserfall und die darüber liegende Hochebene Quadern wurde von einem Schmelzwasserfluss seitlich des eiszeitlichen Illgletschers gebildet. Der Montjola-Wasserfall ist Teil des Abflusses des Schwarzbaches, wobei ein Teil des Wassers, das kurz zuvor in den Montjola-Weihern (1837 aufgestaut) auf der Hochebene Quadern gesammelt wurde, auch über eine Druckrohrleitung in das Kraftwerk Schwarzbach abgeleitet wird. Seit der Inbetriebnahme des neuen Kraftwerks 2014 wird – abhängig vom Niederschlag – nur so viel Wasser dem Schwarzbach entnommen, dass dies keine wesentliche Beeinträchtigung des Montjola-Wasserfalls darstellt. Die Mindestwassermenge, die jedenfalls über den Wasserfall zu führen ist, beträgt 90 Liter/Sekunde.
Parallel zum Wasserfall führt ein Wanderweg (Wasserfallweg) und eine alte Druckrohrleitung, die ehemals die Spinnerei und Weberei des John Douglass und Partner versorgte. Der Montjola-Wasserfall bzw. die hier technisch leicht realisier- und nutzbare Fallhöhe war u. a. ausschlaggebend für die Gründung dieser Textilfabrik um 1837.
Der Montjola-Wasserfall liegt etwa 400 m nördlich vom Ortszentrum und dem besiedelten Gebiet von Thüringen. Zum Stadtzentrum von Feldkirch sind es etwa 15 km Luftlinie und zum Bodensee etwa 35 km.